# 파스쿠알 오르티스 루비오
파스쿠알 오르티스 루비오 (Pascual Ortiz Rubio, 1877년 3월 10일 ~ 1963년 11월 4일)는 멕시코의 대통령이었다. 그는 미초아칸 주의 모렐리아에서 파스쿠알 오르티스 데 아얄라 이 우에르타와 레노르 루비오 코르넬리스의 아들로 태어났다. 1921년에서 1924년까지 통신 장관으로서 재임했던, 그는 1930년에서 1932년까지 멕시코의 대통령을 역임했다.
파스쿠알 오르티스는 제도혁명당의 모태였던, 새롭게 형성된 국가혁명당의 후보로 1929년 11월 17일의 선거에 참여했다. 패배한 상대는 전 교육 장관, 국가적인 유명인, 반재선당의 후보였던 호세 바스콘셀로스였다. 그러나, 전 대통령 플루타르코 엘리아스 카예스의 과도한 참견과 임무 초기의 암살 시도로 아주 심각하게 흔들린, 그는 1932년 9월 4일 대통령직을 사임했다. 임시 대통령 아벨라르도 L. 로드리게스가 그의 뒤를 승계했다.

## 같이 보기
- 플루타르코 엘리아스 카예스
- 멕시코의 국가원수 목록